# 威尔逊·哈里斯
西奧多·威尔逊·哈里斯爵士（英語：Sir Theodore Wilson Harris，1921年3月24日—2018年3月8日），圭亚那作家。从乔治敦女王学院毕业后，哈里斯成为政府勘察员，后来成为讲师和作家。1959年来到英国，发表首部小说《孔雀宫》——《圭亚那四重奏》的第一部。哈里斯曾获西印度群岛大学和列日大学荣誉博士学位，并两度获圭亚那文学奖。